# Renato Feder
Renato Feder (São Paulo, 28 de junho de 1978) é um administrador de empresas, professor e empresário brasileiro. Serviu como Secretário de Educação do Paraná de 2019 até 2022 durante o primeiro governo Ratinho Júnior. Desde 2023, é Secretário de Educação do Estado de São Paulo durante o Governo Tarcísio. É acionista e serviu como CEO da Multilaser de 2003 até 2018.

## História
Em 2019, a convite do governador eleito Ratinho Junior, se tornou Secretário de Educação do Paraná, conseguindo elevar o estado, de 7° lugar em 2017 para 1° lugar em 2021 no ranking do IDEB, ganhando destaque nacional. Permaneceu no cargo até dezembro de 2022.
Em 2023, assumiu a Secretaria de Estado da Educação de São Paulo.

### Livro de Renato Feder
Renato Feder, Secretário de Educação do Estado de São Paulo lançou em 2023 o Livro "Educação para o Futuro: O passo a passo para construir uma gestão educacional focada em resultados"
- Educação para o Futuro: O passo a passo para construir uma gestão educacional focada em resultados** é um livro lançado em 2023 por Renato Feder, Secretário de Educação do Estado de São Paulo. A obra apresenta um guia detalhado sobre como implementar uma gestão educacional eficiente e orientada para resultados. Feder compartilha suas experiências e estratégias desenvolvidas ao longo de sua carreira, destacando métodos inovadores para melhorar a qualidade da educação.

O livro é dividido em capítulos que abordam temas essenciais como a gestão de recursos, a formação de professores, o uso de tecnologia na educação e a avaliação de desempenho escolar. Cada capítulo oferece uma combinação de teoria e prática, com exemplos reais e recomendações práticas para gestores educacionais.
No entanto, críticos apontam que a obra promove uma visão empresarial da educação, baseada em métricas quantitativas e gestão por resultados, que desconsidera aspectos pedagógicos essenciais. A abordagem de Feder reduz a complexidade do ensino a indicadores superficiais, ignorando o papel da autonomia docente e do pensamento crítico na formação dos estudantes. Além disso, sua visão tecnocrática tem sido associada a práticas autoritárias, que priorizam controle e padronização em detrimento de uma educação verdadeiramente humanizadora.

## Controvérsias
Enquanto Secretário de Educação do Paraná, desenvolveu método que chamava de "antipatriotas" as pessoas que combateram as ditaduras militares na América do Sul. O slide criado por empresa contratada pelo estado falava sobre a Operação Condor.
Ao assumir a Secretaria da Educação do Estado de São Paulo anunciou a contratação da plataforma Alura, para disponibilizar aulas sobre tecnologia para os alunos de São Paulo a um custo de 30 Milhões de reais, sem licitação.
Outra controvérsia envolvendo o secretário foi a instalação do aplicativo "Minha Escola SP" nos celulares dos professores estaduais de Sâo Paulo sem o consentimento desses, o que violaria a Lei Geral de Proteção de Dados Pessoais. O Sindicato dos Professores do Ensino Oficial do Estado de São Paulo recebeu as reclamações após professores constatarem a presença do aplicativo sem que o tivessem instalado, tanto nos chips distribuídos durante a pandemia de COVID-19 quanto nos chips pessoais. A Secretaria de Educação, por sua vez, informou que abriu procedimento administrativo para apurar o ocorrido.
Depois do governo de Tarcísio de Freitas anunciar a saída do Programa Nacional do Livro Didático e a digitalização do material escolar, foi distribuído aos alunos da rede estadual material didático com erros factuais, dentre eles: 
- a informação de que haveria praia na cidade de São Paulo (a capital fica a pelo menos 70 km do litoral) [10];
- a informação de que a Lei Áurea teria sido assinada por Dom Pedro II (na verdade, foi por Princesa Isabel)[11];
- a informação de que doenças como parkinson e alzheimer poderiam ser transmitidas pela água ou por metais pesados (não há pesquisa científica conclusiva neste sentido);[12]

O Tribunal de Justiça do Estado de São Paulo suspendeu os materias que continham erros. 